# Sirung

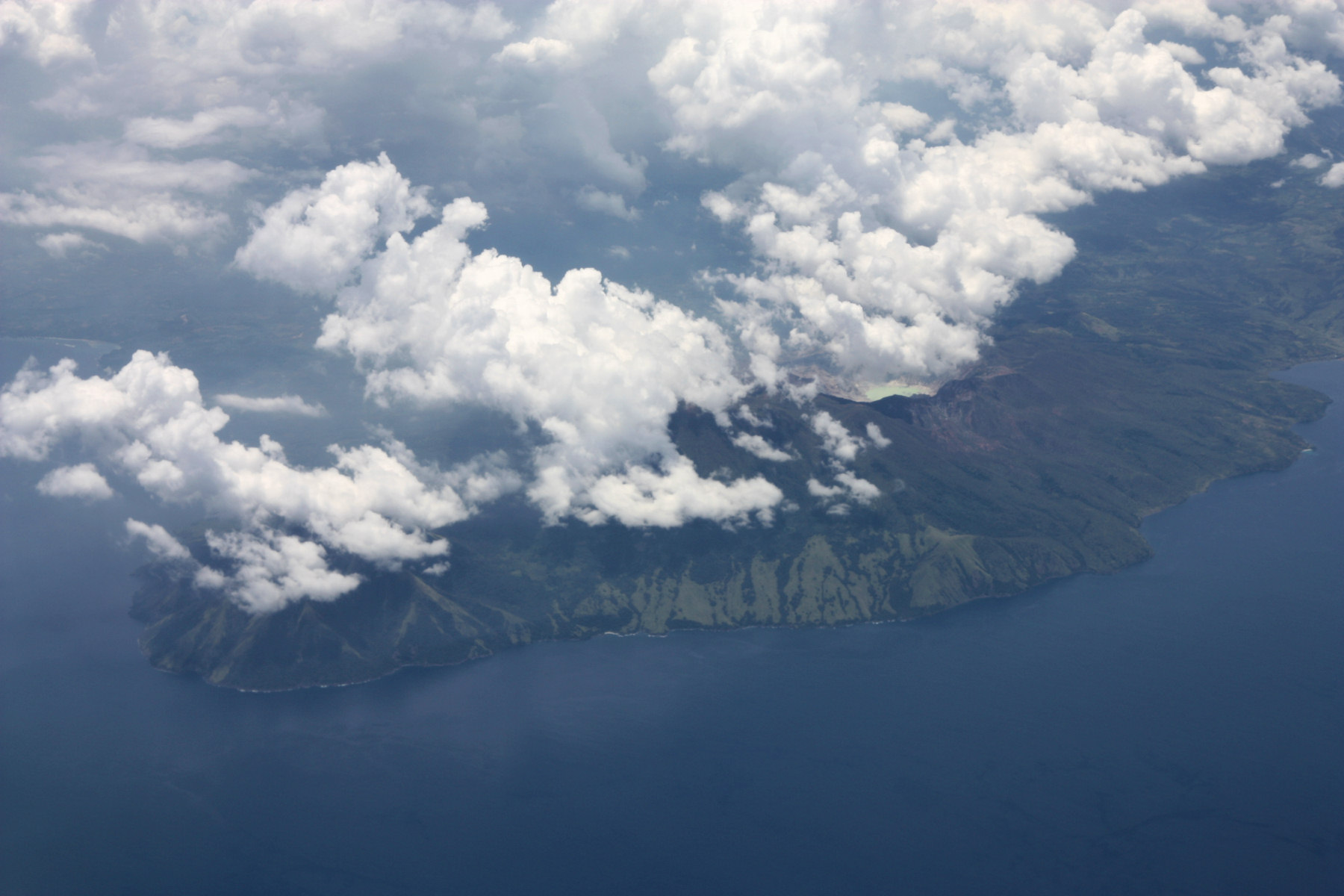
Sirung, gezien van uit de lucht (28 maart 2009).

Sirung (Indonesisch: Gunung Sirung) is een actieve complexe vulkaan op het Indonesische eiland Pantar. Pantar is een eiland in de Alorarchipel dat deel uitmaakt van de Indonesische provincie Oost-Nusa Tenggara. De kraterrand is makkelijk te bereiken vanuit het nabijgelegen dorp Kakamauta. In de krater bevindt zich een kratermeer.